# Agrodiaetus sennanensis
Agrodiaetus sennanensis är en fjärilsart som beskrevs av De Lesse 1959. Agrodiaetus sennanensis ingår i släktet Agrodiaetus och familjen juvelvingar. Inga underarter finns listade i Catalogue of Life.